# بني ونجل تافراوت
بني ونجل تافراوت هي قرية مغربية شمال المملكة. تنتمي بني ونجل تافراوت لإقليم تاونات الساحلي. تضم هذه القرية 8.421 نسمة (إحصاء 2004).